# 2757 Crisser
2757 Crisser este un asteroid din centura principală, descoperit pe 11 noiembrie 1977, de Sergio Barros.